# 蔡瑄
蔡瑄（？—？）字心权，福建莆田人，中华民国政治人物。

## 生平
蔡瑄是莆田县人，家乡位于今莆田市涵江区江口。早年留学日本。1906年，新式官立中学堂“兴郡中学堂”在莆田创办。建校初期，几何先后由留日学生蔡瑄、美国俄亥俄大学毕业生郭玉清教，代数、三角、微积分也由郭玉清教，动物学留日的举人林翰（号西园）教，植物学、矿物学均由留日学生黄胜白教，法律由留日学生陈樵（号友渔）教，英语由英国留学生吴祖贻教。
1928年11月7日，蔡瑄任国民政府立法院第一届立法委员。此后1930年12月15日、1933年1月12日、1935年1月12日分别出任第二、三、四届立法院立法委员。1945年2月3日辞免。
中华民国年间，莆田进士、翰林张琴发扬梁普耀传教之精神，会同陈唐彬、蔡瑄、陈文炳等人，在莆田城内修建涵三堂，编印三一教的《镇家宝》三册。